# José Carlos Lazo
José Carlos Lazo Romero (Sanlúcar de Barrameda, 16 febbraio 1996) è un calciatore spagnolo, centrocampista dell'Albacete.

## Caratteristiche tecniche
È un esterno sinistro.

## Carriera
Cresciuto nel settore giovanile del Real Madrid, ha giocato con la squadra B nella stagione 2015-2016 prima di venire ceduto in prestito a Villarreal B e Recreativo Huelva le due stagioni seguenti. Acquistato dal Getafe nel 2018, è stato ceduto in prestito prima al Lugo e poi all'Almería, entrambe militanti in Segunda División.

## Palmarès

### Competizioni nazionali
- Segunda División: 1

Almería: 2021-2022